# INSEAD
INSEAD（インシアード）は、フランス・フォンテーヌブロー、シンガポール、アブダビに校地を置くビジネススクール。日本語直訳は「欧州経営大学院」。
MBAの他、EMBA（Executive MBA、エグゼクティブMBA）、EMCCC（Executive Master in Consulting and Coaching for Change）、学術博士（PhD）、MFIN（Master in Finance）などのプログラムを置く。
2022年現在、MBA課程には約70ヶ国から約1000名、博士課程には約30ヶ国から60名強の学生が在籍する。
INSEADのMBAプログラムは世界的に極めて高い評価を受けている。Financial TimesのGlobal MBA rankingでは2000年以降、23年間連続で世界トップ10校入りを果たしており、2021年世界第1位、2022年世界第3位、2023年世界第2位、2024年は世界第2位にランキングされた。また、ビジネスウィークでは2022年欧州2位、QS Global 200 Business Schools Reportでは2022年世界ランキングで7位、FT500（時価総額ランキングトップ500社）CEO輩出者数ランキング（Financial Times紙、2017年）では、ハーバード・ビジネス・スクールに次いで世界第2位とされた。2023年度に卒業するMBA生の卒業直後の総年収の中央値は、$198,363（2023年の年間平均米ドルTTB日本円換算で¥28,080,266）であった。

## 略史
INSEADの歴史はJean-Louis Barsoux著の"INSEAD: From Intuition to Institution"に詳しい。
- 1957年 - ハーバード・ビジネス・スクールの元教授らにより創設
- 1961年 - 校友組織が発足
- 1969年 - フォンテーヌブローキャンパスを開設
- 1974年 - アジア・ビジネス・プログラムを開始
- 1989年 - 博士課程を開設
- 2000年 - シンガポールでMBAプログラムを開設、26か国から53人が入学
- 2001年 - ペンシルベニア大学ウォートン・スクールとの提携成立
- 2003年 - EMBAプログラムを開始
- 2010年 - アブダビにキャンパスを開校

INSEADの歴代学長
- 1959年 - 1964年 オリヴィエ・ジスカール・デスタン (Director)
- 1964年 - 1971年 ロジェ・ゴディノ (Part time Dean of Faculty)
- 1971年 - 1976年 ディーン・ベリー
- 1976年 - 1979年 ウベ・キッツィンゲン
- 1979年 - 1980年 クロード・ラモー (Dy Director General)
- 1980年 - 1982年 ハインツ・タンハイザー
- 1982年 - 1986年 クロード・ラモーとハインツ・ザンヘザー
- 1986年 - 1990年 フィリップ・ナエールとクロード・ラモー
- 1990年 - 1993年 クロード・ラモーとルド・ヴァン・デル・ハイデン
- 1993年 - 1995年 アントニオ・ボルゲスとルド・ヴァン・デル・ハイデン
- 1995年 - 2000年 アントニオ・ボルゲス
- 2000年 - 2006年 ガブリエル・ハワウィニ
- 2006年 - 2011年 フランク・ブラウン
- 2011年 - 2013年 ディパック C. ジェイン
- 2013年 - 2023年 イリアン・ミホフ
- 2023年 - 現職　   フランシスコ・ヴェローゾ

## 概要
INSEADの主な特色として、1年制MBAプログラムであること、通常80か国以上から学生が集まっており言語・国籍の多様性があること、キャンパスがフランス・シンガポール・アブダビに分かれていること、コーチングに関するユニークなマスターコース（EMCCC）があること、等が挙げられる。また、バリュー・ステートメントの中でも言及されているとおり、政府・大学・企業から独立した機関であることも特徴のひとつである。
なお、INSEADは企業求人データベースに関して、ハーバード・ビジネス・スクール、ケロッグ経営大学院、スタンフォード経営大学院と提携を結んでおり、これら4校の在学生・卒業生はお互いの求人データベースにアクセスができる。2023年度に卒業するMBA生の卒業直後の総年収の中央値は、$198,363（2023年の年間平均米ドルTTB日本円換算で¥28,080,266）であった。

## 校名
INSEADという名称は「Institut Européen d'Administration des Affaires （European Institute of Business Administration）」の頭文字に由来しており、「欧州経営大学院」の意であった。しかしながら、アジアへの展開を始めとするグローバル化志向から、「欧州」という特定の地名を含んだ旧称は避けられるようになり、現在では「INSEAD」のみを正式名称として認めるに至っている。

## MBAプログラム

### 概要
INSEADのMBAプログラムは1年が5学期に分かれており、各学期2か月ずつ、正味10か月のプログラムである。授業は全て英語で行われる。入学時期が1月と8月にあり、修了時期はそれぞれ12月と7月である。1、2、3学期の一部で必修科目として、経営学の一般科目である会計学、金融・財務、経営戦略論、マーケティング論、統計学、経済学、オペレーション、組織論、IT、国際関係論の基礎科目が提供され、3、4、5学期に選択科目としてそれら各分野の発展・応用講座が開かれる。また、入学時点で英語ともう1か国語(英語以外の母語でも可)の二言語に精通していること、さらに卒業時点までに、もう1か国語が基礎レベルに達することが要求される。

### 入学者選考
INSEADの選考過程は非常に厳しい。選考委員会(Admissions Committee)が出願者の言語・数学基礎能力(GMAT)、職務・職業履歴、国際経験、リーダーとしての素質、過去の学業成績等を考慮して出願者の合否を判断する。出願者はエッセイ、推薦状、GMAT得点、英語(TOEFL)ともう1か国語の語学能力証明書、過去に在籍した大学・大学院の成績表等を選考委員会に提出する。なお、2018年卒業予定の学生の平均GMAT得点は709点であった。
選考委員会による一次書類審査を通過すると、世界中に散らばるINSEAD卒業生による個人面接が2回行われ、その結果と一次書類審査の評価を総合して委員会が合否を決定する。そのため、出願者は選考過程においてキャンパスを訪れる必要はない。

### 国際性
INSEADの特色の1つがその国際性である。学校側が公式にも、「我々はフランスの学校でも、シンガポールの学校でもない。グローバル・スクールである」と述べており、学生の出身国は80カ国以上におよぶ。ただし全学生が多言語話者であり多数が国境・文化を越えたバックグラウンドを持つため、単一出身国が定義しづらく、出身国の特定自体にあまり意味がない場合も多い。教授陣は30カ国あまりから140名強がフルタイムとして在籍している。また学校の特徴が現れている文化・現象であるが、学内においては、民族的なマジョリティ・マイノリティ、国内学生・留学生といった概念がない。全員がマイノリティおよび留学生であるともいえる。2007年卒業予定のMBAプログラム学生の第一言語は、英語17%、フランス語13%、ヒンディー語8%、スペイン語6%、中国語(普通話)5%、ポルトガル語5%、ドイツ語5%、その他41%である。

### キャンパス
INSEADのキャンパスはフランスのフォンテーヌブロー、シンガポール、およびアブダビにある。公式には、国名を避け「ヨーロッパ・キャンパス」、「アジア・キャンパス」のように呼ばれる。本校・分校の区別はなく、全てのキャンパスを合わせて1つのグローバルスクールであり、入学審査もキャンパスとは無関係に共通で行われる。学生は、入学時に最初の2学期を過ごす校舎を希望選択し、3学期から5学期まではまたそれぞれ学期ごとに希望するキャンパスに移ることができる。なお、2014年では7割の学生が1年の間に複数キャンパスに在籍をした。また多くの教授陣も1年を通して両校舎を行き来する。キャンパス間で必修科目に差はないが、選択科目において多少の差があるため、学生は、授業・教授陣も考慮に入れて3-5学期の希望キャンパスを決める。
またペンシルベニア大学 ウォートン・スクールおよび、ノースウェスタン大学ケロッグ経営大学院と提携しており、各校間での交換学生も在籍する。学生によっては1年の間に3つのキャンパスを移動する者もいる。

### 卒業後
コンサルスクールと称され、戦略コンサルティングを卒業後の進路として考える学生が非常に多く、卒業生のおよそ4割がコンサルに就職している。2021年卒業生（795名）の主な進路は、マッキンゼー・アンド・カンパニー179名、ベイン・アンド・カンパニー89名、ボストン・コンサルティング・グループ64名、Amazon.com28名、アクセンチュア19名、Kearney18名、Roland Berger11名、Strategy&11名、Shopee8名、デロイト6名、クレディ・スイス5名、Hilti Corporation5名、Eli Lilly and Company5名、Restaurant Brands International5名、Oliver Wyman4名、マイクロソフト4名であった。

## 主な日本人卒業生

### 財界
- 上田良一 - 日本放送協会会長、元米国三菱商事株式会社代表取締役社長
- 関灘茂 - A・T・カーニー株式会社代表取締役マネージングディレクタージャパン（日本代表）兼アジアパシフィック代表
- 藤本進 - 元MS&ADインシュアランスグループホールディングス株式会社取締役副社長執行役員兼三井住友海上火災保険株式会社副社長執行役員、元大蔵官僚、豊田章一郎の娘婿、豊田章男の義兄
- 藤田泰久 - トヨタファイナンス株式会社代表取締役社長
- 福田譲 - 富士通株式会社　執行役員常務
- 櫻井本篤 - 在ニューヨーク総領事（大使）
- 河合美宏 - 金融安定理事会理事、保険監督者国際機構（IAIS）事務局長、京都大学経営管理部特命教授
- 中山恒博 - メリルリンチ日本証券株式会社代表取締役会長
- 三宅伊智朗 - アリアンツ生命保険株式会社代表取締役社長
- 酒井崇匡 - Lions Fides Partners USA Inc. 最高経営責任者
- 野宮博 - 元株式会社RHJインターナショナル・ジャパン代表取締役、株式会社クロスポイント・アドバイザーズ共同パートナー
- 松田一敬 - 北海道ベンチャーキャピタル株式会社代表取締役社長
- 若林拓朗 - 株式会社ティムス代表取締役社長
- 石川真一郎 - 株式会社ゴンゾ代表取締役副社長
- 浅井克仁 - 元フットワークエクスプレス株式会社代表取締役社長
- 吉田直樹 - パン・パシフィック・インターナショナルホールディングス代表取締役社長、株式会社ドン・キホーテ代表取締役社長
- 小山順子 - ヴーヴ・クリコ ジャパン株式会社代表取締役社長
- 三谷宏治 - 金沢工業大学教授、前アクセンチュア株式会社戦略グループエグゼクティブ・パートナー
- 河本尚之 - 元SMBC日興証券代表取締役副社長
- 阿部直之 - 元三菱東京UFJ投信代表取締役専務
- 安部義彦 - 株式会社価値革新機構代表取締役
- 柴山和久 - ウェルスナビ株式会社代表取締役
- 丸山泰史 - エゴンゼンダー東京オフィス代表、グローバル・エグゼクティブ・コミッティ

### 政界
- 島田智明 - 衆議院議員、前大阪府河内長野市長

### 学界
- 明日香壽川 - 東北大学東北アジア研究センター教授、経済学者、環境科学者
- 浅川和宏 - 慶應義塾大学大学院経営管理研究科教授
- 階戸照雄 - 日本大学教授
- 河合江理子 - 京都大学大学院総合生存学館教授
- 宮崎久美子 - 立命館アジア太平洋大学教授
- 吉森賢 - 1965年MBA、横浜国立大学名誉教授
- 荒木和夫 - 元アーンスト・アンド・ヤングドイツ及び日本パートナー、公認会計士、米国公認会計士、不動産鑑定士、英国勅許鑑定士）、名古屋経済大学名誉教授
- 鈴木一功 - 中央大学専門大学院国際会計研究科教授

## 著名な教授
- W・チャン・キム、The Boston Consulting Group Bruce D. Henderson Chair Professor of Strategy and International Management、『ブルー・オーシャン戦略』著者
- レネ・モボルニュ、Distinguished Fellow and Affiliate Professor of Strategy and Management、『ブルー・オーシャン戦略』共著者
- マンフレッド・ケッツ ド・ブリース、Raoul de Vitry d'Avaucourt Professor in Human Resource Management、『会社の中の「困った人たち」―上司と部下の精神分析』著者
- Luk van Wassenhove, The Henry Ford Chaired Professor of Manufacturing, world expert in operations management
- ハーミニア・イバーラ, Chaired Professor of Organisational Behaviour, 『ハーバード流 キャリアチェンジ術』著者
- ジェームス・トゥボール, Emeritus Professor of Operations Management, 『サービス・ストラテジー』著者
- マウリツィオ・ゾロ, Shell Fellow in Business and the Environment, Associate Professor of Strategy, 『ポストM&A　リーダーの役割』共著者

## 関係者
- 横山禎徳 - INSEADナショナル・カウンシル・メンバー、言論NPO理事、元マッキンゼー・アンド・カンパニー東京オフィス代表
- 野田智義 - インスティテュート・オブ・ストラテジック・リーダーシップ(ISL)代表理事、元INSEAD助教授
- 伊丹敬之 - 一橋大学COEプログラム・日本企業研究センター長、元INSEAD客員教授（1996年）
- 藤本隆宏 - 東京大学経済学研究科ものづくり経営研究センター センター長、元INSEAD客員研究員（1996年）
- 原田勉 - 神戸大学大学院経営学研究科教授、元INSEAD客員研究員（2003-2004年）
- 吉森賢　横浜国立大学名誉教授、元INSEAD准教授（Associate Professor,1995-1998）、元国際大学教授、元放送大学教授、医療科学研究所理事
- シュテファン・ヴィリッヒ - シャリテー教授、医師、ワールド・ドクターズ・オーケストラの創設者、指揮者。1995年にINSEADで経営学修士号を取得
- ウィリアム・ヘイグ (MBA 1989)、第106代オックスフォード大学総長、元イギリス保守党党首、元第一国務大臣および元外務・英連邦大臣（イギリス）[16]。